# タニベユミ
タニベ ユミ（1990年4月2日 - ）は、日本の女性声優。神奈川県出身。
ゲーム『艦隊これくしょん -艦これ-』の運営会社である株式会社C2プレパラート所属。旧芸名は谷邊 由美（たにべ ゆみ）。

## 経歴
元々はEARLY WING系列のAbility Soul Pro.準所属の声優であったが、2009年ごろより同人サークル「C2機関」の制作するゲームに出演したことがきっかけで同サークルと密接なつながりを持つようになり、ゲーム『艦隊これくしょん -艦これ-』のサービス開始後、C2機関の法人組織であるC2プレパラートに移籍する。
現在はC2プレパラートの主力スタッフとして声優の他、動画作成なども担当する。また、ゲーム『艦隊これくしょん -艦これ-』関連イベントや動画への出演、コラボ企画でアナウンスを担当することも多い。
趣味・特技はゲーム、トランペットで、『艦隊これくしょん -艦これ-』のファンイベントでも度々演奏を披露している。また、艦これ公式ガールズバンド「C2機関 1MYB」ではボーカル、トランペット、和太鼓を務める。

## 出演

### テレビアニメ
- 艦隊これくしょん -艦これ-（2015年、夕立[12]）
- まえせつ!（2020年、いちのみや店員、いちのみや女性店員）[13]
- 乙女ゲー世界はモブに厳しい世界です（2022年、取り巻き）
- 「艦これ」いつかあの海で（2022年 - 2023年、時雨[14][15]、迅鯨）

### webアニメ
- 世界の終わりに柴犬と（2022年、コリー[16][17])

### 劇場アニメ
- 劇場版 艦これ（2016年、夕立、白露、時雨、村雨[18]）

### ゲーム
- 艦隊これくしょん -艦これ-（2013年 - 2024年、由良、迅鯨[19]、有明[20]、白露、時雨、村雨、夕立、藤波[21]、早波[22]、浜波[23]、Richelieu[24]、Jean Bart [25]、Commandant Teste[26]、宗谷[27]、深海雨雲姫[28]） - 3作品[一覧 1]

### 同人作品
- E22 Teaser Sequence（2009年、鳥飼かなり）[29]
- Sign System-E22 Annihilation Sequence-（2010年、鳥飼かなり）[30]

### テレビ番組
- アニゲー☆イレブン!（2022年11月18日[31][32]、BS11）

### その他コンテンツ
- 有限会社バンカーサプライ「呉湾艦船めぐり」出港時・寄港時アナウンスおよび出航ラッパ演奏（2021年、迅鯨）[33]

## ディスコグラフィ

### キャラクターソング
| 発売日         | 商品名                                                                | 歌                                                          | 楽曲                              | 備考                                            |
| -------------- | --------------------------------------------------------------------- | ----------------------------------------------------------- | --------------------------------- | ----------------------------------------------- |
| 2015年3月25日  | 艦隊これくしょん -艦これ- キャラクターソング "艦娘乃歌" Vol.1         | 吹雪（上坂すみれ）、睦月（日高里菜）、夕立（タニベユミ）    | 「Bright Shower Days」            | テレビアニメ『艦隊これくしょん -艦これ-』関連曲 |
| 2017年2月14日  | 艦隊これくしょん -艦これ- 艦娘想歌【肆】艦娘音頭                      | 駆逐艦 白露型四姉妹［白露、時雨、村雨、夕立（タニベユミ）］ | 「艦娘音頭」                      | ゲーム『艦隊これくしょん -艦これ-』関連曲       |
| 2017年2月14日  | 艦隊これくしょん -艦これ- 艦娘想歌【肆】艦娘音頭                      | 軽巡洋艦 由良（タニベユミ）                                 | 「艦娘音頭改」                    | ゲーム『艦隊これくしょん -艦これ-』関連曲       |
| 2017年8月23日  | 艦隊これくしょん -艦これ- キャラクターソング "艦娘乃歌" Vol.2         | 夕立（タニベユミ）                                          | 「夕立抜けて」                    | テレビアニメ『艦隊これくしょん -艦これ-』関連曲 |
| 2018年5月31日  | 艦隊これくしょん -艦これ- 艦娘想歌【伍】月夜海                        | 秋刀魚祭り四人衆                                            | 「月夜海」                        | ゲーム『艦隊これくしょん -艦これ-』関連曲       |
| 2018年5月31日  | 艦隊これくしょん -艦これ- 艦娘想歌【伍】月夜海 【秋刀魚祭り四人衆】盤 | 駆逐艦 村雨（タニベユミ）                                   | 「月夜海」                        | ゲーム『艦隊これくしょん -艦これ-』関連曲       |
| 2019年4月20日  | -                                                                     | 速吸（野水伊織）、早波（タニベユミ）、満潮（宮川若菜）      | 「ズイパラきてます音頭二〇一九」  | ゲーム『艦隊これくしょん -艦これ-』関連曲       |
| 2019年12月29日 | 艦隊これくしょん -艦これ- 艦娘想歌【陸】佐世保の時雨                  | 時雨（タニベユミ）                                          | 「佐世保の時雨」                  | ゲーム『艦隊これくしょん -艦これ-』関連曲       |
| 2019年12月29日 | 艦隊これくしょん -艦これ- 艦娘想歌【陸】佐世保の時雨                  | 1MYB（Vo.タニベユミ）                                       | 「佐世保の時雨」                  | ゲーム『艦隊これくしょん -艦これ-』関連曲       |
| 2020年12月15日 | Admiral's Good Time                                                   | 広瀬香美、時雨（タニベユミ）                                | 「佐世保の時雨〈cover edition〉」 | ゲーム『艦隊これくしょん -艦これ-』関連曲       |

### その他参加作品
| 発売日         | 商品名                                       | 歌                         | 楽曲 | 備考                                      |
| -------------- | -------------------------------------------- | -------------------------- | --- | ----------------------------------------- |
| 2013年4月17日  | いつも口ずさんでた歌を合唱でカヴァーしてみた | フェイバリットソング合唱団 | 「フェイバリットソング合唱団のテーマ 」 「CMソングメドレー」 「あなたに」 「キセキ」 「情熱の薔薇」 「空も飛べるはず」 「未来予想図II」 「M」 「フェイバリットソング合唱団エンディング」 |                                           |
| 2020年4月14日  | -                                            | タニベユミ                 | 「カレーを作ろう。」 |                                           |
| 2020年11月25日 | KanColle Memorial Compilation                | タニベユミ                 | 「帰還」 | ゲーム『艦隊これくしょん -艦これ-』関連曲 |